# Guatemala aux Jeux olympiques d'été de 2016
Le Guatemala participe aux Jeux olympiques d'été de 2016 à Rio de Janeiro au Brésil du 5 au 21 août 2016. Il s'agit de sa 14e participation à des Jeux d'été.

## Athlétisme

### Homme

#### Course
| Athlètes             | Compétitions | Série | Série | Demi-Finales | Demi-Finales | Finale          | Finale |
| Athlètes             | Compétitions | Temps | Rang  | Temps        | Rang         | Temps           | Rang   |
| -------------------- | ------------ | ----- | ----- | ------------ | ------------ | --------------- | ------ |
| Juan Carlos Trujillo | Marathon     | NC    | NC    | NC           | NC           | 2 h 20 min 24 s | 67e    |
| Jose Amado Garcia    | Marathon     | NC    | NC    | NC           | NC           | 2 h 30 min 11 s | 118e   |
| Erick Barrondo       | 20 km marche | NC    | NC    | NC           | NC           | 1 h 27 min 01 s | 50e    |
| José Maria Raymundo  | 20 km marche | NC    | NC    | NC           | NC           | 1 h 29 min 07 s | 56e    |
| Mario Alfonso Bran   | 50 km marche | NC    | NC    | NC           | NC           | 4 h 15 min 14 s | 41e    |
| Jaime Quiyuch        | 50 km marche | NC    | NC    | NC           | NC           | DSQ             | /      |

### Femme

#### Course
| Athlètes       | Compétitions | Série | Série | Demi-Finales | Demi-Finales | Finale          | Finale |
| -------------- | ------------ | ----- | ----- | ------------ | ------------ | --------------- | ------ |
| Athlètes       | Compétitions | Temps | Rang  | Temps        | Rang         | Temps           | Rang   |
| Mirna Ortiz    | 20 km marche | NC    | NC    | NC           | NC           | 1 h 35 min 11 s | 30e    |
| Maritza Poncio | 20 km marche | NC    | NC    | NC           | NC           | 1 h 40 min 09 s | 52e    |
| Marya Herrera  | 20 km marche | NC    | NC    | NC           | NC           | DSQ             | /      |

## Badminton
| Athlète      | Compétition   | Phase de groupes                      | Phase de groupes              | Phase de groupes       | Phase de groupes | 1/8 de finale    | Quarts de finale | Demi-finales     | Finale           | Finale  |
| Athlète      | Compétition   | Adversaire Score                      | Adversaire Score              | Adversaire Score       | Rang             | Adversaire Score | Adversaire Score | Adversaire Score | Adversaire Score | Rang    |
| ------------ | ------------- | ------------------------------------- | ----------------------------- | ---------------------- | ---------------- | ---------------- | ---------------- | ---------------- | ---------------- | ------- |
| Kevin Cordón | Simple hommes | battu par Dziółko 18-21, 21-10, 13-21 | battu par Karunaratne par w/o | battu par Chen par w/o | 4e Gr. P         | NC               | Éliminé          | Éliminé          | Éliminé          | Éliminé |

## Cyclisme

### Cyclisme sur route
| Athlète      | Compétition            | Temps       | Rang |
| ------------ | ---------------------- | ----------- | ---- |
| Manuel Rodas | Course en ligne hommes | non terminé | NC   |